# Giorgio Canali & Rossofuoco (album)
Giorgio Canali & Rossofuoco è il primo album in studio del gruppo musicale italiano omonimo, pubblicato nel 2004 da La Tempesta Dischi.

## Descrizione
Come altri album celebri (ad esempio Fabrizio De André), il disco non presenta esplicitamente un titolo ed è noto pertanto semplicemente con il nome del gruppo stesso. In realtà il titolo vero e proprio è rappresentato da una freccia disegnata in copertina. Durante la fase di lavorazione il titolo provvisorio dell'album era Terzo tentativo incongruo.
Il disco presenta dieci brani, tra cui Rime con niente, dedicata a Bertrand Cantat.

## Tracce
Testi di Giorgio Canali, musiche dei Giorgio Canali & Rossofuoco, eccetto dove indicato.
1. Precipito (musica: Giorgio Canali & Rossofuoco, Gianni Maroccolo)
2. Guantanamo
3. Fumo di Londra
4. No pasaran
5. Mostri sotto il letto
6. Fuoco amico
7. Savonarola (la fine del mondo a Ferrara)
8. Rime con niente
9. Questa è una canzone d'amore
10. Questa no

## Formazione
Gruppo
- Giorgio Canali – voce, chitarra, organo
- Marco Greco – chitarra
- Claude Saut – basso
- Luca Martelli – batteria

Altri musicisti
- Gianni Maroccolo – basso (traccia 1)
- Marc Simon – tromba (traccia 2)